# Zapasy na Letnich Igrzyskach Olimpijskich 1972 – kategoria do 57 kg w stylu klasycznym
Zmagania mężczyzn do 57 kg to jedna z dziesięciu męskich konkurencji w zapasach w stylu klasycznym rozgrywanych podczas Letnich Igrzysk Olimpijskich 1972. Pojedynki w tej kategorii wagowej odbyły się w dniach 5–10 września.

## Zasady[1]
Punktacja opierała się na systemie „złych punktów karnych”. Zwycięzca otrzymywał zero punktów za wygraną przez „tusz” (łopatki) lub dyskwalifikację; pół punktu za przewagę techniczną, a jeden za zwycięstwo na punkty. Dwa punkty przyznawano za remis, a dwa i pół za remis i pasywność. Za porażkę na punkty zawodnik otrzymywał trzy punkty. Przegrana przez przewagę techniczną skutkowała 3,5 punktami karnymi, a za łopatki lub dyskwalifikację przyznawano 4 punkty karne. Uzyskanie sześciu lub więcej punktów eliminowało zapaśnika z turnieju. Najlepsza trójka walczyła w rundzie finałowej.

## Klasyfikacja[2]
| Pozycja | Nazwisko                    | Kraj              |
| ------- | --------------------------- | ----------------- |
| 1       | Rustem Kazakow              | ZSRR              |
| 2       | Hans Veil                   | RFN               |
| 3       | Risto Björlin               | Finlandia         |
| 4       | János Varga                 | Węgry             |
| 5       | Christo Trajkow             | Bułgaria          |
| 6       | Ion Baciu                   | Rumunia           |
| 7       | Ikuei Yamamoto              | Japonia           |
| 8       | Józef Lipień                | Polska            |
| 9       | Luís Grilo                  | Portugalia        |
| 10      | Jan Neckář                  | Czechosłowacja    |
| 10      | Oton Moschidis              | Grecja            |
| 10      | Per Lindholm                | Szwecja           |
| 13      | Karlo Čović                 | Jugosławia        |
| 14      | Ali Laszkar                 | Maroko            |
| 15      | Francesco Scuderi           | Włochy            |
| 16      | Czimedbadzaryn Damdinszaraw | Mongolia          |
| 17      | An Cheon-yeong              | Korea Południowa  |
| 18      | Harald Hervig               | Norwegia          |
| 19      | Ernst Hack                  | Austria           |
| 19      | Dave Hazewinkel             | Stany Zjednoczone |
| 21      | Eduardo Maggiolo            | Argentyna         |
| 21      | Wolfgang Radmacher          | NRD               |
| 23      | Alam Mir                    | Afganistan        |
| 24      | Juan Velarde                | Peru              |
| 25      | Rogelio Famatid             | Filipiny          |
| 26      | Fawzi Salloum               | Syria             |
| 27      | Jørn Krogsgaard             | Dania             |
| 27      | Firuz Alizade               | Iran              |
| 27      | Alfredo López               | Meksyk            |

## Wyniki

### Pierwsza runda[3]
| Zwycięzca                   | Punkty karne | Wynik                                  | Przegrany          | Punkty karne |
| --------------------------- | ------------ | -------------------------------------- | ------------------ | ------------ |
| Luís Grilo                  | 1            | Na punkty                              | Eduardo Maggiolo   | 3            |
| Hans Veil                   | 0            | Łopatki                                | Juan Velarde       | 4            |
| Per Lindholm                | 0            | Łopatki                                | Alfredo López      | 4            |
| Ion Baciu                   | 0            | Łopatki                                | Rogelio Famatid    | 4            |
| Ikuei Yamamoto              | 0            | Łopatki                                | Firuz Alizade      | 4            |
| Christo Trajkow             | 1            | Na punkty                              | Karlo Čović        | 3            |
| Rustem Kazakow              | 0,5          | Przewaga                               | Alam Mir           | 3,5          |
| Józef Lipień                | 1            | Na punkty                              | Francesco Scuderi  | 3            |
| Czimedbadzaryn Damdinszaraw | 1            | Na punkty                              | Ernst Hack         | 3            |
| Oton Moschidis              | 0            | Bez walki                              |                    |              |
| Jan Neckář                  | 4            | Obustronna dyskwalifikacja za paywność | Wolfgang Radmacher | 4            |
| Fawzi Salloum               | 2            | Remis                                  | Ali Laszkar        | 2            |
| Risto Björlin               | 0            | Łopatki                                | Jørn Krogsgaard    | 4            |
| An Cheon-yeong              | 1            | Na punkty                              | Hazewinkel         | 3            |
| János Varga                 | 0            | Łopatki                                | Harald Hervig      | 4            |

### Druga runda[4]
| Zwycięzca         | Punkty karne | Wynik       | Przegrany                   | Punkty karne |
| ----------------- | ------------ | ----------- | --------------------------- | ------------ |
| Luís Grilo        | 1            | Łopatki     | Juan Velarde                | 8            |
| Hans Veil         | 0            | Łopatki     | Eduardo Maggiolo            | 7            |
| Ion Baciu         | 1            | Na punkty   | Per Lindholm                | 3            |
| Ikuei Yamamoto    | 0            | Łopatki     | Rogelio Famatid             | 8            |
| Karlo Čović       | 3            | Łopatki     | Alam Mir                    | 7,5          |
| Christo Trajkow   | 2            | Na punkty   | Rustem Kazakow              | 3,5          |
| Francesco Scuderi | 4            | Na punkty   | Ernst Hack                  | 6            |
| Józef Lipień      | 1            | Łopatki     | Czimedbadzaryn Damdinszaraw | 5            |
| Jan Neckář        | 5            | Na punkty   | Oton Moschidis              | 3            |
| Ali Laszkar       | 3            | Na punkty   | Wolfgang Radmacher          | 7            |
| Risto Björlin     | 1            | Na punkty   | Hazewinkel                  | 6            |
| Harald Hervig     | 4            | Łopatki     | Jørn Krogsgaard             | 8            |
| János Varga       | 0            | Łopatki     | An Cheon-yeong              | 5            |
| Fawzi Salloum     |              | Wycofał się |                             |              |
| Jørn Krogsgaard   |              | Wycofał się |                             |              |
| Firuz Alizade     |              | Wycofał się |                             |              |
| Alfredo López     |              | Wycofał się |                             |              |

### Trzecia runda[5]
| Zwycięzca       | Punkty karne | Wynik       | Przegrany                   | Punkty karne |
| --------------- | ------------ | ----------- | --------------------------- | ------------ |
| Hans Veil       | 0            | Łopatki     | Luís Grilo                  | 5            |
| Ikuei Yamamoto  | 2,5          | Remis       | Per Lindholm                | 5,5          |
| Ion Baciu       | 2            | Na punkty   | Karlo Čović                 | 6            |
| Christo Trajkow | 3            | Na punkty   | Francesco Scuderi           | 7            |
| Rustem Kazakow  | 3,5          | Łopatki     | Józef Lipień                | 5            |
| Oton Moschidis  | 5.5          | Remis       | Czimedbadzaryn Damdinszaraw | 7,5          |
| Jan Neckář      | 5,5          | Na punkty   | Ali Laszkar                 | 6            |
| Risto Björlin   | 2            | Na punkty   | An Cheon-yeong              | 8            |
| János Varga     | 0            | Bez walki   |                             |              |
| Harald Hervig   |              | Wycofał się |                             |              |

### Czwarta runda[6]
| Zwycięzca       | Punkty karne | Wynik     | Przegrany      | Punkty karne |
| --------------- | ------------ | --------- | -------------- | ------------ |
| János Varga     | 0,5          | Przewaga  | Luís Grilo     | 8,5          |
| Hans Veil       | 0            | Łopatki   | Per Lindholm   | 9,5          |
| Ion Baciu       | 3            | Na punkty | Ikuei Yamamoto | 5,5          |
| Christo Trajkow | 4            | Na punkty | Józef Lipień   | 8            |
| Rustem Kazakow  | 3,5          | Łopatki   | Oton Moschidis | 9.5          |
| Risto Björlin   | 2            | Łopatki   | Jan Neckář     | 9,5          |

### Piąta runda[7]
| Zwycięzca       | Punkty karne | Wynik     | Przegrany      | Punkty karne |
| --------------- | ------------ | --------- | -------------- | ------------ |
| Hans Veil       | 0            | Łopatki   | János Varga    | 4,5          |
| Christo Trajkow | 5            | Na punkty | Ion Baciu      | 6            |
| Rustem Kazakow  | 4,5          | Na punkty | Ikuei Yamamoto | 8,5          |
| Risto Björlin   | 2            |           |                |              |

### Szósta runda[8]
| Zwycięzca       | Punkty karne | Wynik     | Przegrany     | Punkty karne |
| --------------- | ------------ | --------- | ------------- | ------------ |
| János Varga     | 5,5          | Na punkty | Risto Björlin | 5            |
| Christo Trajkow | 6            | Na punkty | Hans Veil     | 3            |
| Rustem Kazakow  | 4,5          | Bez walki |               |              |

### Siódma runda[9]
| Zwycięzca      | Punkty karne | Wynik     | Przegrany     | Punkty karne |
| -------------- | ------------ | --------- | ------------- | ------------ |
| Rustem Kazakow | 5,5          | Na punkty | János Varga   | 8,5          |
| Hans Veil      | 4            | Na punkty | Risto Björlin | 8            |

### Runda finałowa[10]
| Zwycięzca      | Punkty karne | Wynik   | Przegrany | Punkty karne |
| -------------- | ------------ | ------- | --------- | ------------ |
| Rustem Kazakow | 5,5          | Łopatki | Hans Veil | 8            |